# Hip hop (cultura)

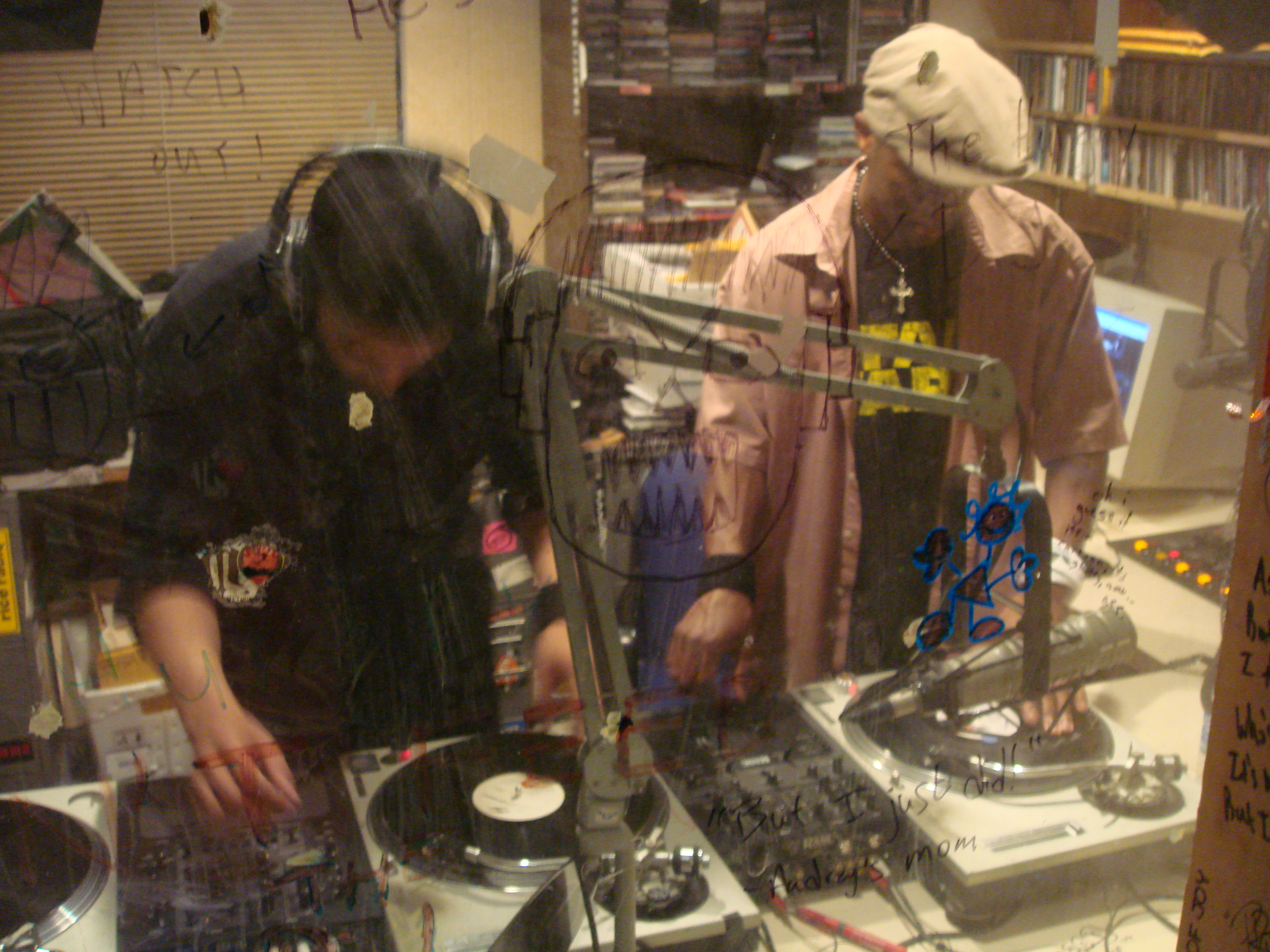
Dos DJ de hip hop, creando música mezclando música con varios reproductores.
Hypnotized (izquierda) y Baby Cee (derecha)

El hip hop o hiphop es una cultura originada en el sur del Bronx y Harlem, en la ciudad de Nueva York por afroamericanos y latinoamericanos durante la década de 1960. Si bien el término «hip hop» se usa a menudo para referirse a la música y al estilo de vida, se considera que el hip hop no solo se circunscribe al ámbito musical y por el contrario consta de cuatro principales elementos: rapeo (recitar o cantar), turntablism o DJing (auditiva o música rap), breaking (baile) y grafiti (pintura). A pesar de sus variados y contrastados métodos de ejecución, se asocian fácilmente con la pobreza y la violencia que subyace al contexto histórico que dio nacimiento a la subcultura. Para este grupo de jóvenes, ofrece rebelarse en contra de las desigualdades y penurias que se vivían en las áreas urbanas de escasos recursos de Nueva York así que el hip hop funcionó inicialmente, como una forma de auto-expresión que propondría reflexionar, proclamar una alternativa, tratar de desafiar o simplemente evocar el estado de las circunstancias de dicho entorno, favoreciendo su desarrollo artístico. Incluso mientras continúa la historia contemporánea, a nivel mundial, hay un florecimiento de diversos estilos en cada uno de los cuatro elementos, adaptándose a los nuevos contextos en los que se ha inmerso el hip hop, sin desligarse de los principios fundamentales, los cuales proporcionan estabilidad y coherencia a la cultura.
El origen de la cultura se deriva de las fiestas callejeras por los Ghetto Brothers, cuando se conectaban los amplificadores para sus instrumentos y altavoces en las farolas de la 163rd Street y Prospect Avenue. La misma idea de tomar energía de esta calle colgándose a las farolas las retomó DJ Kool Herc después de sus fiestas en la sala de recreo del condominio en el 1520 de Sedgwick Avenue. Se utilizaba la mezcla de los intermedios percusivos breaks de los temas soul y funk para impresionar a la multitud y especialmente de algunos bailarines que buscaban esos 'breaks' para lucirse en sus habilidades gimnastas b-boys. Al mismo tiempo, algún MC animaba las fiestas y rimaba al ritmo, es decir rapeaba, de los diferentes beats, al tiempo que varios bailarines competían, en ocasiones de otras pandillas. No es sorpresa que Kool Herc sea reconocido como el "padre" del hip hop. El DJ Afrika Bambaataa en conjunto con Zulu Nation, diseñó los pilares de la cultura hip pop, a la que él acuñó los términos: MCing o "Emceein", DJing o "Deejayin", b-boying y graffiti o aerosol writin.
Desde su evolución a lo largo del sur del Bronx, la cultura hip hop se ha extendido a diferentes subculturas y comunidades de todo el mundo. El hip hop surgió por primera vez con Kool Herc y Disc Jockeys contemporáneos como también imitadores, todos estos experimentaron creando golpes rítmicos a través de loops breaks (pequeñas porciones de canciones que enfatizan un patrón de percusión) en dos platos. Esto más tarde fue acompañado por rap, un estilo rítmico del canto o poesía a menudo se presenta en medidas de 16 intervalos de tiempo, y beatboxing, una técnica vocal usada principalmente para proporcionar elementos de percusión de la música y diversos efectos técnicos de DJ. Una forma original de baile y particulares estilos de vestir surgió entre los fanes de esta nueva música, el breaking. Estos elementos experimentaron una considerable adaptación y desarrollo en el transcurso de la historia de la cultura, incluso hoy permanece en constante evolución al ser una cultura presente en más de 200 naciones.
El hip hop es tanto un fenómeno moderno como también antiguo; gran parte de la cultura ha girado en torno a la idea de actualizar las grabaciones clásicas, actitudes y experiencias al público moderno en lo que se denomina "flipping". Actualmente aún sigue arraigándose a otros géneros norteamericanos como lo son el blues, jazz y rock and roll, inspirándose mayormente en el soul, el funk y, particularmente desde el álbum "Criminal Minded" (1986) de Boogie Down Productions, con el dancehall. Compite además con el rock, el pop y con la música electrónica por el primer lugar en cifras de ventas a nivel mundial como también la influencia cultural, ya que cada uno de los anteriores cuenta con seguidores en prácticamente cada nación de los cinco continentes, dando lugar a la creación de cientos de estilos y subculturas.

## Etimología
La creación DEL USO hip hop suele atribuirse a Keith 'Cowboy' Wiggins, rapero que colaboraba junto a Grandmaster Flash and the Furious Five. No obstante, Lovebug Starski, Keith Cowboy y DJ Hollywood usaban el término como una "muletilla" verbal al improvisar al micrófono, cuando a esta música se la conocía todavía como disco rap. Se cree que Cowboy creó el término cuando bromeaba con un amigo que acababa de alistarse a las Fuerzas Armadas de EE. UU., al cantar haciendo scat las palabras "hip/hop/hip/hop" de forma que imitaba la cadencia rítmica de los soldados al marchar. Cowboy más tarde desarrolló la cadencia de su rima "hip hop" como parte de su actuación en directo, lo que pronto fue utilizado por otros artistas como The Sugarhill Gang en "Rapper's Delight".
Afrika Bambaataa, fundador de Universal Zulu Nation, está reconocido como el primero en utilizar el término para describir una subcultura a la que esta música pertenecía. Se ha sugerido también que este era un término que se utilizaba para referirse de modo peyorativo a este estilo. El primer uso impreso del término fue en The Village Voice, por Steven Hager, más tarde autor de una historia del hip-hop en 1984.

## Años 1960/1970

### Orígenes

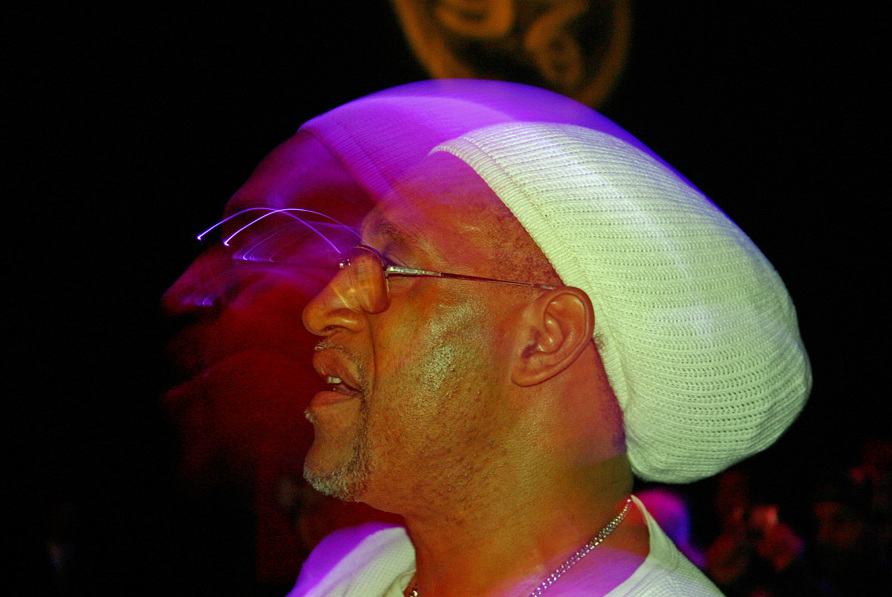
DJ Kool Herc, generalmente reconocido como el padre del hip hop.

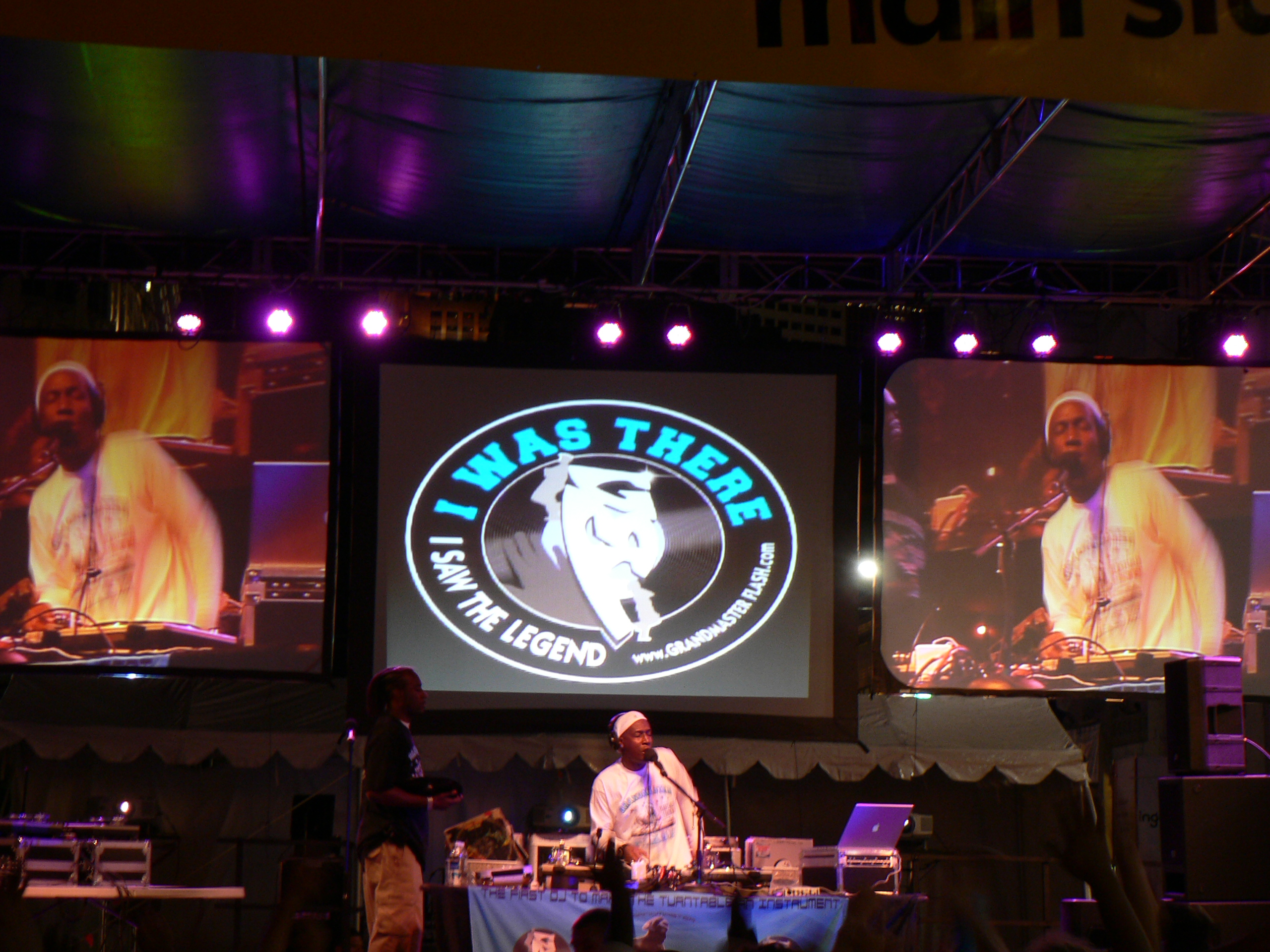
Grandmaster Flash.

Las raíces del hip-hop pueden encontrarse en la música afroamericana y finalmente en la música latinoamericana. Los griots de África Occidental son viajeros que forman parte de una tradición oral que se remonta a cientos de años atrás. Su estilo vocal es similar al de los raperos. Otras manifestaciones afroamericanas como el talking blues Archivado el 19 de agosto de 2022 en Wayback Machine. (tempranos ejemplos destacan ser "It's a Good Thing" de Beale Street Sheiks de 1927 y "Whitewash Station" de The Memphis Jug Band de 1929), signifyin', the dozens y el jazz poetry son descendientes de los griots. Destacados artistas del Jazz como Cab Calloway ("Minnie The Muncher" y "Jungle King" de 1941) y Louis Armstrong (en la película "New Orleans" y el tema de 1953 "Spooks", por citar unos pocos), del Gospel (impresionante rima larga duración de The Jubilaires en "The Preacher and The Bear" de 1941) y del Soul/Funk ("The Clapping Song" por Shirley Ellis de 1963,"Say It Loud, I'm Black and I´m Proud" por James Brown de 1968, "Good Love 69969" por Isaac Hayes de 1971, etc) dieron muestras notables de su débito a la tradición oral africana de recitar al ritmo de música de fondo. Adicionalmente, grupos de "humor" musical como Pigmeat Markham (con su notable "Here Comes The Judge" de 1968), Rudy Ray Moore y Blowfly están considerados por algunos como los abuelos del rap. 
En la ciudad de Nueva York, las interpretaciones similares a los griots de poesía hablada y música por artistas como The Last Poets, Gil Scott-Heron y Jalal Mansur Nuriddin tuvieron un importante impacto en la cultura posterior al movimiento por los derechos civiles en los años 1960 y años 1970.
Todos los ejemplos anteriores juntos pueden bien considerarse Proto-Rap, o ejemplos adelantados de Rap antes de la exposición oficial en grabaciones del género dentro de la cultura hip hop desde 1979.
El hip hop surgió durante los años 1970 en block parties, haciéndose cada vez más popular en la ciudad de Nueva York, especialmente en el Bronx, donde las influencias afroamericanas. Las block parties comenzaron a incorporar DJ's que pinchaban géneros de música populares, especialmente funk y soul. Como consecuencia de la positiva acogida, los DJ's comenzaron a aislar los breaks de percusión de las canciones más populares. Esta técnica era similar a lo que se intentaba hacer en los sound systems jamaicanos,. Uno de los primeros DJ's en Nueva York que utilizó esta forma de mezclar fue DJ Kool Herc (Clive Campbell), que nació en África pero emigró a Estados Unidos en 1967. La música rhythm & blues se había hecho popular en el Caribe en los 50 gracias a la influencia de los marineros estadounidenses y las transmisiones de radios de Miami y Nueva Orleans. Para satisfacer a los fanes más jóvenes, grandes sound systems como impresionantes "discotecas ambulantes" fueron creados por Caribeños con pocos recursos. Como a la audiencia de Nueva York no le gustaba especialmente ni el dub ni el reggae, Herc pasó a pinchar discos de funk, soul y disco. Dado que los breaks de percusión eran cortos, Herc y otros DJ's como Grandmaster Flash comenzaron a extenderlos utilizando una mesa de mezclas y dos discos iguales que iban rebobinando y turnando entre sí.
Las técnicas de turntablism, como el scratching (aparentemente inventado por un jovencísimo Grand Wizzard Theodore en 1977), y beat juggling se desarrollaron en paralelo a los breaks, creando una base sobre la que se podía rapear. Esas mismas técnicas contribuyeron a la popularización de los remixes a medida que el looping, el sampling y el remixing de la música de otros músicos, muchas veces sin su conocimiento o consentimiento, se desarrollaba como una expresión "paralela" a la misma música dub jamaicana y terminaría por convertirse en el sello de identidad del estilo hip hop hacer música nueva a partir de grabaciones ajenas.

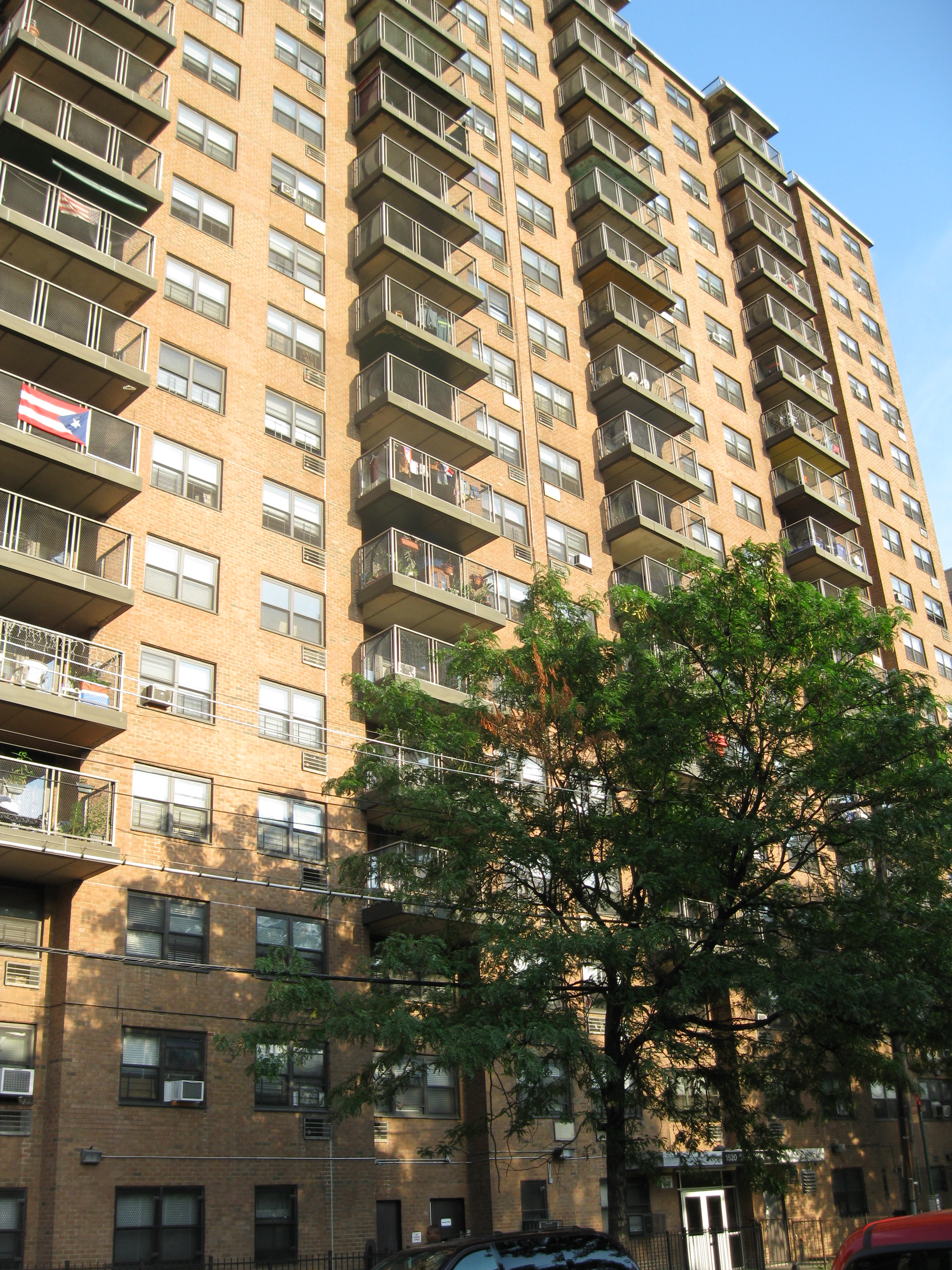
1520 Sedgwick Avenue, en el Bronx, edificio utilizado por Kool Herc y que está considerado como el lugar de nacimiento del hip hop.

Aparte de los proto-rap antes mencionados de la cultura afroestadounidense, los inmigrantes jamaiquinos también tuvieron gran influencia sobre el estilo vocal del rap al aportar sencillos raps característicos que entonaban en las fiestas y que estaban inspirados por la tradición jamaicana del toasting. Los DJs y MCs solían añadir cánticos de "llamada y respuesta", frecuentemente formados por estribillos básicos, que permitiían a los intérpretes espacio para reunir sus pensamientos (por ejemplo: "one, two, three, y'all, to the beat"). Posteriormente, los MCs lograron una mayor variedad en su entrega vocal y rítmica, incorporando rimas breves, muchas veces de temática sexual o escatológica, en un esfuerzo por diferenciarse de otros MCs y de entretener a la audiencia. Estos primeros raps incorporaban the dozens, un producto típico de la cultura afroamericana. Kool DJ Herc & the Herculoids fueron el primer grupo de hip hop en lograr reconocimiento en Nueva York, [cita requerida], pero el número de equipos de MC no dejaba de aumentar constantemente. En ocasiones estas colaboraciones tenían lugar entre antiguas pandillas, como la Universal Zulu Nation de Afrika Bambaataa (actualmente una organización cultural internacional). Melle Mel, rapero junto a The Furious Five, suele reconocerse como el primer letrista del rap en llamarse a sí mismo "MC."(maestro de ceremonias)
Durante los primeros 1970 surgió el B-boying en las block parties, a medida que los b-boys y b-girls se situaban frente a la audiencia para bailar de un modo frenético y característico. El término "B-boy" (Break boy) fue acuñado por DJ Kool Herc para describir a los muchachos que esperaban a la sección del break en la canción, colocándose en frente de la audiencia para bailar de forma distintiva. El estilo fue documentado para la audiencia global por primera vez en documentales y películas como Style Wars, Wild Style y Beat Street.
Aunque se dieron casos de MCs que grabaron en solitario de modo significativo, como DJ Hollywood, Busy Bee y Spoonie Gee, la presencia de artistas en solitario no fue habitual hasta mucho más tarde, con la aparición de solistas como Kurtis Blow y LL Cool J. La mayor parte del primer hip hop estuvo dominada por grupos donde las colaboraciones entre miembros era una parte integral del show. Un ejemplo sería el grupo de hip hop temprano Funky Four Plus One, quienes actuaron de esta manera en Saturday Night Live en 1981.
La música rap era un vehículo y una voz para la juventud marginada que habitaba en las zonas con menos recursos económicos, al ser una cultura que reflejaba las realidades sociales, económica y políticas de sus vidas.[cita requerida]

### Influencia de la música disco
La música Rap fue influida tanto por la música disco como por la reacción que se produjo contra ella. De acuerdo a Kurtis Blow, los primeros días del Hip Hop estuvieron caracterizados por divisiones entre fanes y detractores del disco. El Hip Hop había surgido en buena medida como "una respuesta directa a la música disco rebajada y europeizada que se había hecho con las ondas", y estando el primer Hip Hop basado principalmente en loops de hard funk (James Brown, Dennis Coffey, The Jimmy Castor Bunch, etc). Sin embargo, hacia 1979, las instrumentales basadas en temas de disco se había convertido en buena parte de la base del Hip Hop. Este género adoptó el nombre de "disco Rap". Irónicamente, la música Hip Hop tuvo un papel central en la decadencia que a continuación vivió la música disco.
DJ Pete Jones, Eddie Cheeba, DJ Hollywood y Love Bug Starski eran DJs de Hip Hop con una significativa influencia del disco. Su estilo se diferenciaba de otros músicos de 
Hip Hop que se centraban en rimas rápidas y en estructuras rítmicas más complejas. Los MC's que acompañaban a los DJs del Bronx Afrika Bambaataa (entre otros Soulsonic Force y Lisa Lee) y a Grandmaster Flash (The Furious Five) pertenecían al segundo grupo. Por otro lado, empresarios independientes como Paul Winley (que hizo el primer compilatorio de 'breaks' en vinilo en su propio sello en 1979 llamado "Super Disco Breaks"), Bobby Robinson del sello Enjoy, y especialmente Sylvia Robinson en su sello Sugar Hill Records, dieron el primer empuje discográfico al incipiente movimiento.
En Washington D. C. surgió el go-go como una reacción contra la monolítica música disco, incorporando en un momento dado características del Hip Hop en los primeros años 1980. La música electrónica se comportó de modo similar, pasando a convertirse más adelante en lo que se conoce como house en Chicago y techno en Detroit.

### Transición hacia la reputación
Se considera de modo generalizado que el primer disco de hip hop fue "Rapper's Delight" de The Sugarhill Gang, publicado en 1979. Sin embargo, existe cierta controversia en torno a esta afirmación, en cuanto a la publicación unas semanas antes del "King Tim III (Personality Jock)" de la banda funk The Fatback Band, y su consideración como un disco de rap. Hay varios otros que también reclaman el título de primer disco de hip hop de la historia.
En los primeros años de la década de los ochenta todos los principales elementos y técnicas que dan forma al hip hop se habían desarrollado ya. Aunque todavía no había llegado a tener audiencias masivas o mainstream, el hip hop había permeado más allá de Nueva York. Se podía encontrar en ciudades tan diversas como Atlanta, Los Ángeles, Washington D. C., Baltimore, Dallas, Kansas, San Antonio, Miami, Seattle, St. Louis, Nueva Orleans, Houston y Toronto. En ese contexto, "Funk You Up" (1979) fue el primer disco de hip hop publicado por un grupo femenino. El segundo sencillo publicado por Sugar Hill Records fue interpretado por The Sequence, un grupo de Columbia, Carolina del Sur, en el que tocaba Angie Stone.
A pesar de la creciente popularidad del género, Filadelfia fue durante muchos años la única ciudad cuya contribución podía ser considerada equivalente a la de la ciudad de Nueva York. La música hip hop se hizo popular en Filadelfia a finales de los 1970. El primer disco que se publicó allí fue "Rhythm Talk", del discjokey de radio Jocko Henderson (quien también fue un precursor de la rima al micrófono ya en los 50). El periódico New York Times había denominado a Filadelfia la "Capital Mundial del Grafiti" en 1971. La DJ nativa de Filadelfia Lady B grabó "To the Beat Y'All" en 1979, y se convirtió en el primer artista de hip hop femenino en grabar un disco Posteriormente, Schoolly D, otro artista de Filadelfia, contribuyó a inventar lo que más adelante se conocería como gangsta rap.

## Años 1980
La década de 1980 dio paso a la diversificación del hip hop como género, pasando a desarrollar diferentes estilos con creciente complejidad. Las primeras muestras de este proceso de diversificación pueden identificarse en temas como "The Adventures of Grandmaster Flash on the Wheels of Steel" de Grandmaster Flash (1981), un tema completamente construido a partir de samples de otras canciones que supone un hito fundacional del turntablism. El tema "Planet Rock" de Afrika Bambaataa, con su fusión de diferentes estilos y su sonido electrónico inspirado por los alemanes Kraftwerk y los japoneses YMO, es un punto definitorio del electro que se define como el primer subgénero musical dentro del hip hop. "Beat Bop" (1983) de Rammellzee & K-Rob es una slow jam (tema de ritmo lento) con una poderosa influencia del uso típico del reverb y el eco como en el dub jamaicano, para crear estructuras y efectos de sonido. A mediados de los años 1980, el Hard rock tuvo una cierta influencia sobre el hip hop, con la publicación de álbumes como King of Rock de Run DMC y Licensed to Ill de Beastie Boys, que incluyen temas con baterías programadas pesadas y guitarras de rock.
La utilización generalizada de una generación de cajas de ritmos, como los modelos Oberheim DMX y Roland 808, es característica de muchas de las canciones y producciones discográficas de los 80. Hasta la fecha, el sonido sampleado del golpe de bombo de la TR-808 sigue siendo utilizado por los productores de hip hop. Con el tiempo la tecnología de sampling se volvió más empleada que esas cajas de ritmos. El primer álbum de Public Enemy fue creado con la ayuda de loops de cinta. Con el surgimiento de una nueva generación de samplers, como el Akai S900 y E-mu SP-12, a finales de los 1980, los productores dejaron de necesitar la ayuda de loops de cinta. El proceso de convertir un break en un loop para formar un breakbeat se hizo más sencillo y accesible con el sampler, que permitió hacer digitalemente el trabajo que antes tenía que hacer manualmente el DJ. De paso, también samplers como el E-mu SP-1200 y Akai MPC posibilitaban combinar en secuencias cortos samples de distintas fuentes creando composiciones hechas como verdaderos 'collage sonoros'. 

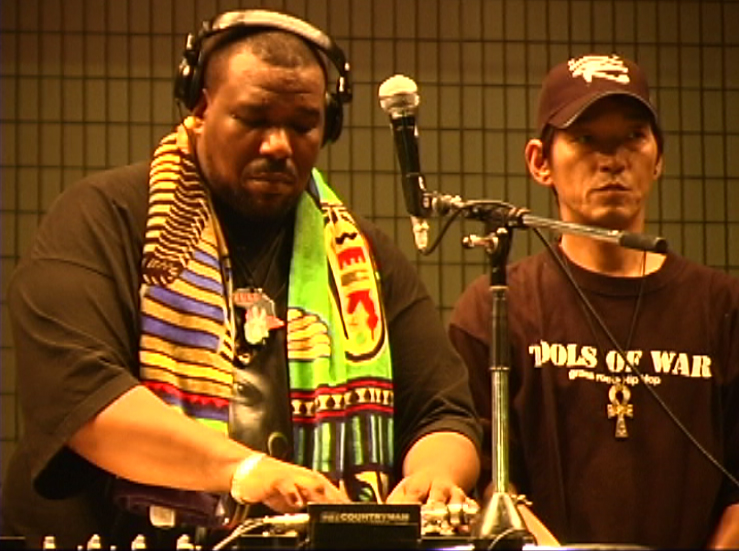
Afrika Bambaataa (a la izquierda).

El contenido lírico del hip hop también evolucionó. Los primeros estilos presentes en los años 70 pronto fueron reemplazados por letras metafóricas, sobre instrumentales cada vez más complejas. Artistas como Melle Mel, Rakim, Chuck D y KRS-One revolucionaron el hip hop al transformarlo en una forma de arte más madura. El influyente sencillo "The Message" (1982) de Grandmaster Flash and the Furious Five está ampliamente considerado como pionero del rap consciente al abandonar la temática evasiva y fiestera de los raps del comienzo para tomar letras donde se narraba la cruda realidad de la ciudad (el desempleo, la exclusión, las drogas, racismo, etc).
Durante los primeros años 1980, la música electrónica se fusionó con elementos del movimiento hip hop creando el Electro. Este proceso estuvo liderado por músicos como Cybotron, Hashim, Planet Patrol, Man Parrish y Newcleus. El pionero de esta corriente sería Afrika Bambaataa.
Algunos raperos llegaron a convertirse con el tiempo en artistas de pop mainstream. La aparición de Kurtis Blow en un anuncio de Sprite fue la primera ocasión en que un músico de hip hop representaba un producto masivo. La canción de 1980 "Rapture" de la banda de new wave Blondie fue una de las primeras canciones en las listas pop en usar "rapeos"; incluso su cantante, la rubia Debbie Harry, hace mención de personajes insignes del mundo hip hop neoyorquino como Grandmaster Flash y del graffitero y promotor Fab Five Freddy, amigo personal de la banda.

### Nacionalización e Internacionalización
Con anterioridad a los años 1980, el hip hop se limitaba básicamente al entorno geográfico de los Estados Unidos. A partir de entonces comenzó a expandirse, dando lugar a escenas propias en docenas de países diferentes. En la primera mitad de la década, el b-boying se convirtió en el primer aspecto de la cultura hip hop que llegó a países como Alemania, Japón, Australia y Sudáfrica. El músico y presentador Sídney se convirtió en el primer presentador negro de la televisión francesa con su show H.I.P. H.O.P., emitido en TF1 durante 1984. Radio Nova contribuyó a la aparición de otras estrellas francesas como Dee Nasty, cuyo álbum de 1984 Paname City Rappin' y sus recopilatorios Rapattitude 1 y 2 contribuyeron a aumentar la conciencia sobre el hip hop en Francia.
El hip hop siempre había tenido una estrecha relación con la comunidad latina en Nueva York. DJ Disco Wiz y la Rock Steady Crew eran de Puerto Rico y estuvieron entre los primeros innovadores al combinar letras en inglés y castellano. The Mean Machine grabó su primer disco en el sello Disco Dreams en 1981, mientras que Kid Frost de Los Ángeles comenzó su carrera en 1982. Cypress Hill se formó en 1988 en el suburbio de South Gate a las afueras de Los Ángeles cuando Senen Reyes (Sen Dog) y su hermano menor Ulpiano Sergio (Mellow Man Ace) se trasladaron desde Cuba a South Gate con su familia en 1971. Se les unieron desde la banda Queens (Nueva York) Lawrence Muggerud alias DJ Muggs (exmiembro de 7A3) y Louis Freese (B-Real), un mexicano/cubano-americano nativo de Los Ángeles, y formaron un grupo de rap. Tras la marcha de "Ace" para continuar una carrera en solitario, el grupo adoptó el nombre de Cypress Hill, en honor a las dos calles que cruzaban su barrio del sur de Los Ángeles, y con ese nombre se hicieron mundialmente famosos.
Se dice que el hip hop japonés comenzó cuando Hiroshi Fujiwara volvió a Japón y comenzó a pinchar discos de hip hop a comienzos de los 1980, El hip hop japonés suele estar muy influido por el old school hip hop. Para inicios de esta década también ingresa este género en Latinoamérica por medio del humorista venezolano Perucho Conde.

### New School Hip Hop
La new school of hip hop (o nueva escuela de hip hop en castellano) fue la segunda ola de la música hip hop, originándose en 1983–84 con los primeros discos de Run-D.M.C. y LL Cool J. Al igual que ocurrió con el hip hop que la precedió, la nueva escuela venía predominantemente de Nueva York. La new school se caracterizaba inicialmente por el minimalismo de sus patrones rítmicos construidos mediante caja de ritmos y las influencias de la música rock. Es característico de este estilo los insultos y provocaciones sobre la forma de rapear de los demás, y la temática sociopolítica, ambos asuntos lanzados con un estilo agresivo y autoaseverativo. Tanto en su imagen como en las canciones, los artistas proyectaban una actitud dura, cool, callejera y b-boy. Estos elementos contrastaban profundamente con la estética funk y disco, las bandas en directo, los sintetizadores y las rimas festivas de los artistas anteriores a 1984, lo que hizo a esta corriente anterior ser considerada como old school (vieja escuela). Desde 1986 la música hip hop se hizo comercialmente exitosa, cambio ejemplificado por el álbum Licensed to Ill de Beastie Boys, que fue el primer álbum de rap en alcanzar el #1 en las listas de Billboard.

### Edad de oro del hip hop

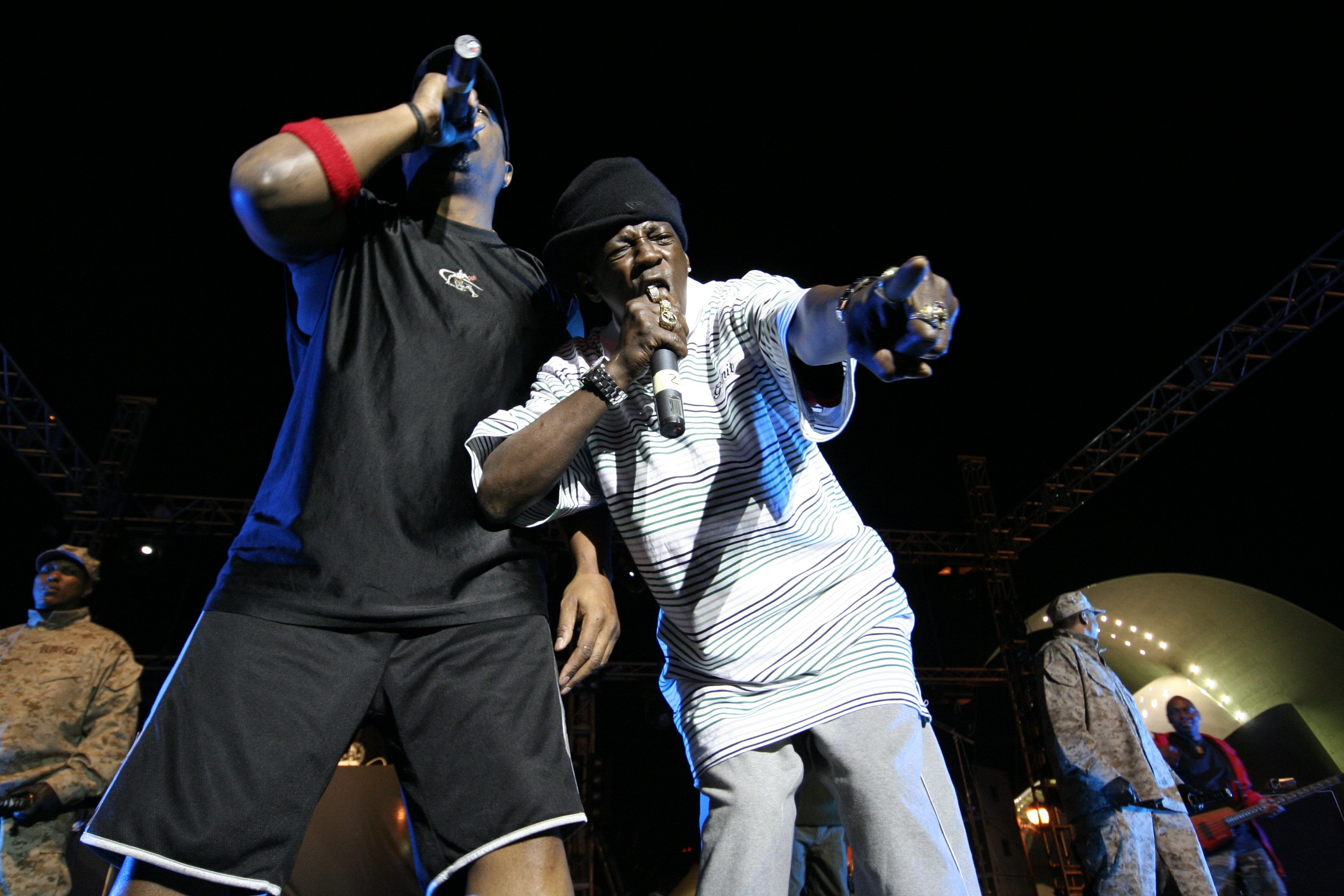
Public Enemy.

La "edad de oro" del hip hop (o simplemente "edad dorada") es el nombre dado a un período en la historia del hip hop, que suele considerarse comprendido entre 1987 (álbum "Paid In Full" de Eric B & Rakim y mediados de los años 1990. Se caracteriza por su diversidad, calidad, innovación e influencia. Se desarrollaron poderosas temáticas de afrocentrismo y de militancia política, sobre una música experimental y con un sampling ecléctico. Se produjo una influencia importante del jazz. Los artistas más reconocidos habitualmente asociados con esta fase son Slick Rick, Run-D.M.C., MC Lyte, Queen Latifah, X Clan, Kid N' Play, Doug E. Fresh, Heavy D, Stetsasonic, Public Enemy, Boogie Down Productions, Eric B. & Rakim, De La Soul, A Tribe Called Quest, Gang Starr, Big Daddy Kane y Jungle Brothers.

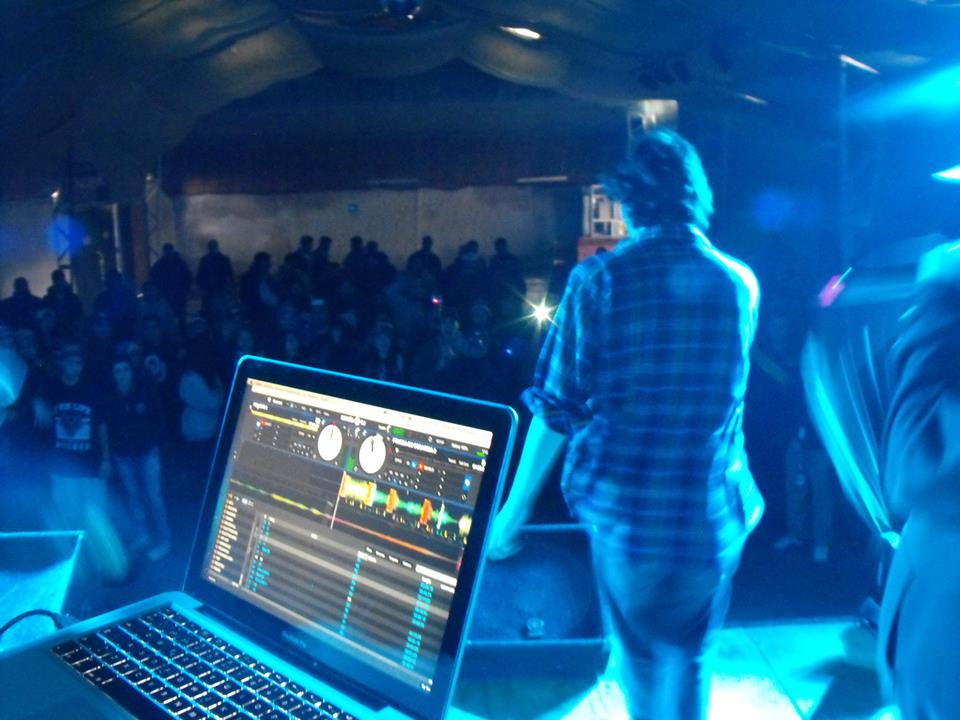
más de 500 asistentes en la Primera edición

### Gangsta Rap y West Coast Hip Hop
El gangsta rap es un subgénero del hip hop que refleja los estilos de vida violentos de los jóvenes, especialmente afroamericanos, de los barrios periféricos y marginales de las ciudades. Gangsta es una pronunciación no rótica de la palabra gánster. Entre los precursores del género entre principios y mediados de los años 1980 están raperos como Schooly D y Ice T, fue popularizado a finales de los 80 por grupos como N.W.A. Ice-T publicó en 1986 "6 in the Mornin'", que suele ser considerado como la primera canción de gangsta rap.
N.W.A es el grupo que con más frecuencia se asocia gangsta rap, siendo considerado como uno de los pioneros del género. Sus letras eran más violentas, abiertamente confrontacionales y chocantes que aquellas de otros grupos de rap más establecidos en la escena nacional. Incluían blasfemias constantes y, de modo controvertido, el uso repetido de la palabra insultante "nigger". Estas letras eran cantadas sobre instrumentales duras, con frecuentes riffs de guitarra de rock, lo que contribuía al sonido agresivo de su música. Su álbum Straight Outta Compton (1988) fue el primer álbum superventas del gangsta rap. Daría pie al establecimiento del west coast rap como un estilo considerado como tal, y estableció Los Ángeles como rival legítimo a la capital tradicional del hip hop, Nueva York. Straight Outta Compton disparó la primera gran controversia relacionada con las letras del hip hop cuando su canción "Fuck Tha Police" provocó una carta del Asistente del Director del FBI, Milt Ahlerich, expresando la queja y preocupación de la policía sobre ella. A raíz de la influencia de Ice T y N.W.A, el gangsta rap suele reconocerse como un fenómeno original de la Costa Oeste, a pesar de la contribución al mismo de grupos de la Costa Este como Boogie Down Productions.
Tras la atención nacional generada por Ice-T y N.W.A, el gangsta rap se convirtió en el subgénero de rap más rentable para la industria discográfica. También influyó en marcar la imagen oscura del hip hop con que se identifica a los rappers hasta la actualidad, en contraposición a la imagen disco de la old school o la festiva y militante de la "época dorada".

## Años 1990
En 1990 MC Hammer logró un gran éxito comercial con el álbum multi platino Please Hammer Don't Hurt 'Em. El disco alcanzó el primer puesto y su primer sencillo, «U Can't Touch This», entró en el Top 10 del Billboard hot 100. MC Hammer se convirtió en uno de los raperos más exitosos de los primeros noventa y uno de los primeros nombres en ser conocidos en todos los hogares. El álbum llevó al rap a un nuevo nivel de popularidad. Fue el primer álbum de hip hop en ser certificado disco de diamante por la RIAA por alcanzar ventas superiores a los diez millones. Se mantiene como uno de los discos que más ventas han logrado en la historia del género. Hasta la fecha, el álbum ha vendido al menos 18 millones de unidades.
En 1992, Dr. Dre publicó The Chronic. Además de permitir que el west coast gangsta rap fuera más viable comercialmente que el east coast hip hop, este álbum creó un estilo denominado g funk, que pronto pasaría a dominar el hip hop de la Costa Oeste. El estilo fue desarrollado y popularizado por Snoop Dogg con su álbum de 1993 Doggystyle.
Wu-Tang Clan saltaron a la fama alrededor de la misma época. Siendo de Staten Island (Nueva York) Wu-Tang Clan llevó el East Coast de vuelta al mainstream en una época en la que la West coast dominaba ampliamente el rap. Otros artistas decisivos en el llamado «renacimiento del East Coast» fueron The Notorious B.I.G., Jay-Z y Nas.
Los Beastie Boys, que habían comenzado como grupo de punk pero se habían reconvertido en un atrevido e innovador grupo de rap formado por chicos blancos, continuaron con su éxito durante toda la década, cruzando líneas de raza y logrando el respeto de muchos artistas diferentes.
Alguno sellos discográficos de Atlanta, St. Louis y Nueva Orleans lograron cierta fama por su escena local. La escena del midwest rap también fue notable, gracias al rápido estilo vocal de artistas como Bone Thugs-n-Harmony, Tech N9ne y Twista. Hacia el final de la década, el hip hop era parte integral de la música popular, y muchas canciones de pop estadounidenses contaban con componentes de hip hop.

### West Coast Hip Hop
Comprende a cualquier artista o música hip hop que se produzca en la Costa Oeste de los Estados Unidos, en contraposición el East Coast rap (de la Costa Este). Hacia el final de la década de 1990, el foco del hip hop volvió a dirigirse hacia la Costa Este, así como a la escena del sur que estaba en rápido crecimiento. El máximo exponente del rap de la costa oeste fue el fallecido Tupac Shakur con éxitos como Dear Mama, Me Against The World, California Love entre muchos otros. También, después de su muerte, siguió triunfando con éxitos como Changes. [cita requerida]
La escena de hip hop de la Costa Oeste comenzó en 1978 con la formación de Uncle Jamm's Army, que comenzaron bajo el nombre Unique Dreams Entertainment. El grupo estaba influenciado por Prince, east coast electro, Kraftwerk y Parliament-Funkadelic. En 1980 Uncle Jamm's Army se convirtieron en los mayores promotores de fiestas en LA. En 1983, el líder del grupo Roger Clayton, bajo la influencia del álbum de Funkadelic "Uncle Jam Wants You" cambió el nombre del grupo. 1984 fue el año en que Uncle Jamm's Army publicó su primer sencillo, "Dial-a-Freak", coincidiendo con la publicación por Egyptian Lover del álbum "Nile". En la ciudad de Compton el exbailarín Alonzo Williams formó el grupo de electro hop World Class Wreckin' Cru junto a Dr. Dre y DJ Yella. Williams fundó Kru-Cut Records y creó un estudio de grabación en la parte trasera de su discoteca Eve's After Dark. El club era el lugar al que solían acudir el camello local (Jíbaro) Eazy-E y Jerry Heller, así como otros raperos. Dr Dre, Dj Jella y Eazy E serían más tarde integrantes del grupo N.W.A, el cual contribuyó a aumentar la fama de la costa oeste y el gangsta rap.
El Gangsta Rap como subgénero del West Coast rap predominó durante los años 1990, tanto en emisión en radio como en ventas. Después de que el grupo N.W.A se disolviera, Dr. Dre publicó The Chronic en 1992, alcanzando el #1 en las listas de éxitos de R&B/hip hop, #3 en las listas de pop y #2 en los sencillos de pop con «Nuthin' but a "G" Thang». The Chronic llevó el west coast rap en una nueva dirección, fuertemente influenciado por el P funk, fusionando sórdidos beats de funk con letras cantadas lentamente. A este estilo se le denominó g-funk y dominó el hip hop durante un buen número de años gracias a un grupo de artistas que publicaban en Death Row Records y entre los que se encontraban Tupac Shakur, cuyo sencillo «To Live & Die in LA» fue un gran éxito, y Snoop Dogg, cuyo Doggystyle incluía las canciones «What's My Name» y «Gin and Juice», que entraron en el top 10 de Estados Unidos.
Aparte de esta escena se encontraban otros artistas como Freestyle Fellowship, The Pharcyde así como otros miembros de la escena underground como el colectivo SoleSides (DJ Shadow y Blackalicious entre ellos) Jurassic 5, Ugly Duckling, People Under the Stairs, Tha Alkaholiks, y unos primerizos Souls of Mischief que representaban un regreso a las raíces del hip hop.

### East Coast Hip Hop

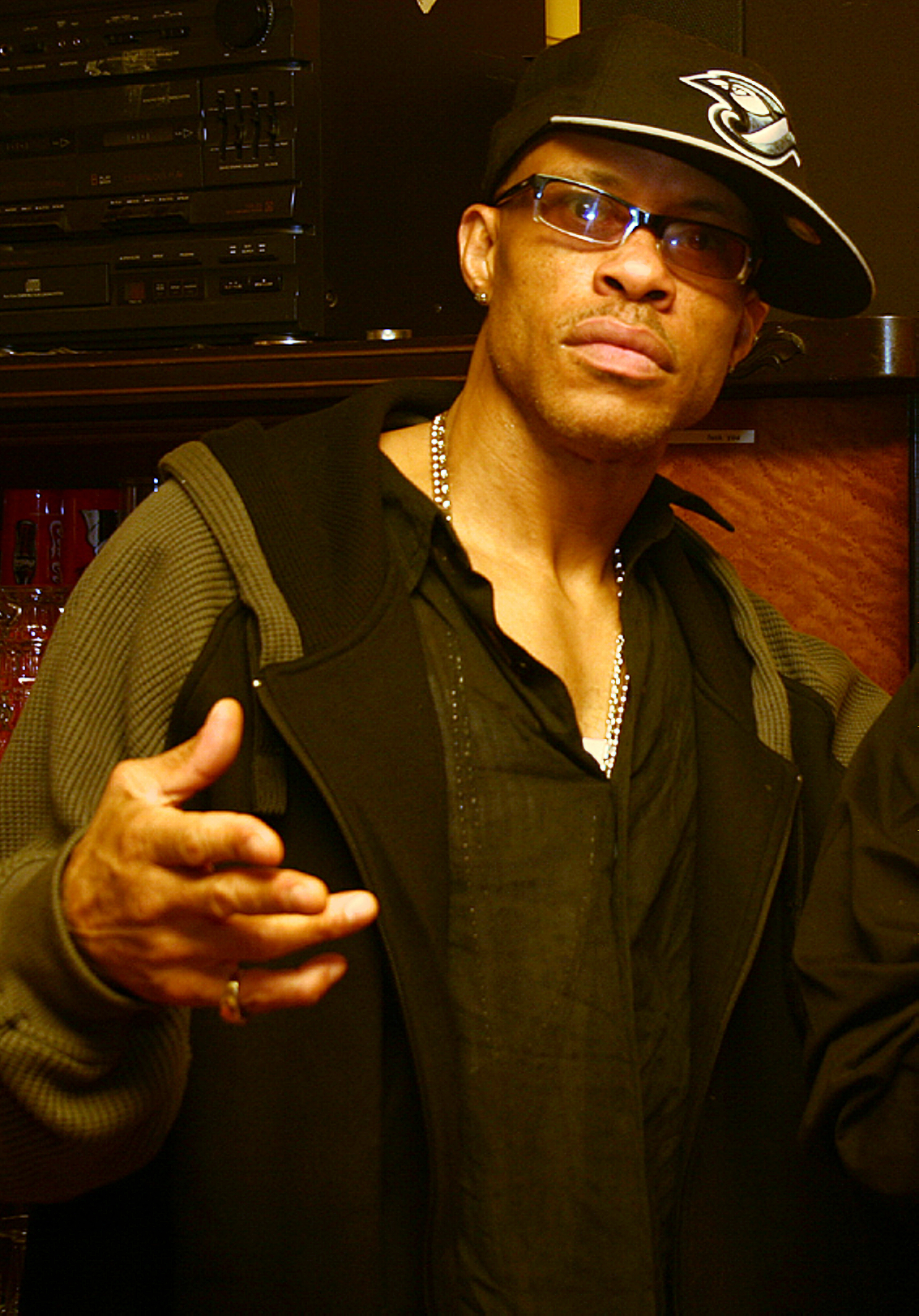
Gurú, líder del dúo Gangstarr y creador de la saga Jazzmatazz.

En los primeros años 1990 el east coast hip hop estaba dominado por el colectivo Native Tongues, compuesto de modo flexible por De La Soul junto al productor Prince Paul, A Tribe Called Quest, The Jungle Brothers, así como sus afiliados 3rd Bass, Main Source, y un menos exitoso Black Sheep & KMD. Aunque tuvo originalmente una daisy age, una etapa donde se hacía hincapié en los aspectos positivos de la vida, pronto apareció otro material musical más oscuro (como «Millie Pulled a Pistol on Santa», de De La Soul).
Artistas como Masta Ace (particularmente en SlaughtaHouse) & Brand Nubian, Public Enemy y Organized Konfusion tenían una pose más abiertamente militante, tanto en sonido como en sus formas. Biz Markie, el «príncipe payaso del hip hop», estaba causando, tanto a sí mismo como a otros productores de hip hop, un problema con su apropiación de la canción «Alone again, naturally» de Gilbert O'Sullivan.
Hacia mediados de los 1990, artistas como Wu-Tang Clan, Big L y The Notorious B.I.G. incrementaron la visibilidad de Nueva York en una época en la que el éxito del hip hop estaba mayoritariamente dominado por los artistas de la Costa Oeste. Desde mediados hasta finales de los 1990 apareció una generación de raperos como los miembros de D.I.T.C. y o Big Pun.
La producción de RZA, especialmente para Wu-Tang Clan, causó una gran influencia sobre artistas como Mobb Deep, como consecuencia de su combinación de loops instrumentales, baterías altamente procesadas y comprimidas y contenido gangsta. Algunos álbumes de los afiliados a Wu-Tang como Only Built 4 Cuban Linx de Raekwon the Chef y Liquid Swords de GZA son clásicos centrales de Wu-Tang.
Otros productores como DJ Premier (fundamentalmente para Gangstarr pero también para otros MCs como Jeru the Damaja), Pete Rock (con CL Smooth y otros), Buckwild, Large Professor, Diamond D y The 45 King, proporcionaban bases de gran calidad a un amplio número de artistas independientemente de su localización. Álbumes como Illmatic de Nas, Reasonable Doubt de Jay-Z y Word...Life de O.C. fueron hechos a partir de beats de este conjunto de productores. Varios de ellos tuvieron una importancia capital en el desarrollo del jazz rap, como Premier con la saga Jazzmatazz, o Pete Rock.
La rivalidad entre raperos de la Costa Este y la Costa Oeste llegó a convertirse en una cuestión personal, a lo que contribuyeron en gran medida los medios de comunicación musicales.[cita requerida]
Aunque la mayor parte del mercado del hip hop estaba comercialmente dominado por la industria musical, al final de los 1990 y comienzo de los 2000 se vio aparecer a un buen número de sellos independientes en la Costa Este que gozaron de éxito. Entre ellos están Rawkus Records (con quien Mos Def logró gran éxito) y posteriormente Def Jux.

### Diversificación de estilos
A finales de los años 1999 los estilos de hip hop se diversificaron. El Southern rap se hizo popular en los primeros 90, con la publicación de 3 Years, 5 Months & 2 Days in the Life Of... de Arrested Development en 1992, Soul Food de Goodie Mob's en 1995 y ATLiens de OutKast en 1996. Los tres grupos eran de Atlanta, Georgia. Posteriormente, Master P (Ghetto D) creço un conjunto de artistas (la posse No Limit) con base en Nueva Orleans. Master P incorporó influencias de g funk y Miami bass, así como sonidos característicos del sur. St. Louis, Chicago, Washington D. C., Detroit y otros lugares también comenzaron a lograr cierta popularidad.
En los años 1990, diferentes elementos del hip hop siguieron siendo asimilados por otros géneros de música popular. El Neo soul, por ejemplo, combinaba hip hop con soul. En los 1980 y 1990, rapcore, rap rock y rap metal, fusionaron hip hop con hardcore punk, rock y heavy metal, haciéndose populars entre audiencias amplias. Rage Against the Machine y Limp Bizkit están entre los grupos más conocidos de esta área.
La publicación por Digable Planets en 1993 de Reachin' (A New Refutation of Time and Space) causó gran impacto, siendo uno de los discos más reoconocidos del jazz rap gracias a sus sampleos de Don Cherry, Sonny Rollins, Art Blakey, Herbie Mann, Herbie Hancock, Grant Green y Rahsaan Roland Kirk. El sencillo «Rebirth of Slick (Cool Like Dat)», alcanzó el #16 en el Billboard Hot 100. https://songlyricsinurde.blogspot.com/
Aunque algunos raperos blancos como Beastie Boys, House of Pain y 3rd Bass habían logrado cierto éxito popular o aceptación crítica dentro de la comunidad hip hop, el éxito de Eminem, que comenzó en 1999 con el disco de platino The Slim Shady LP, sorprendió a muchos.

## El hip hop a nivel mundial

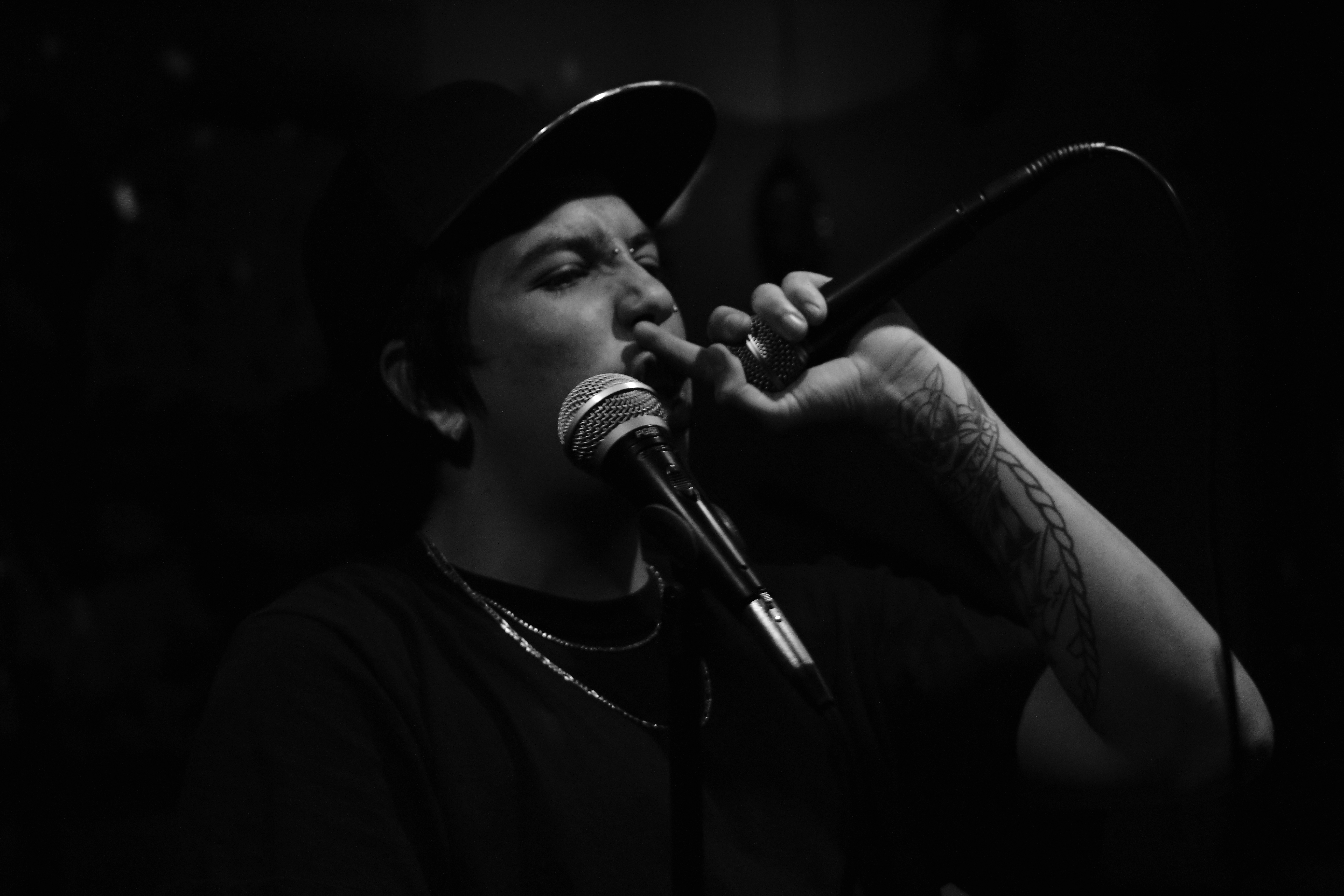
Joven cantando Hip-hop.

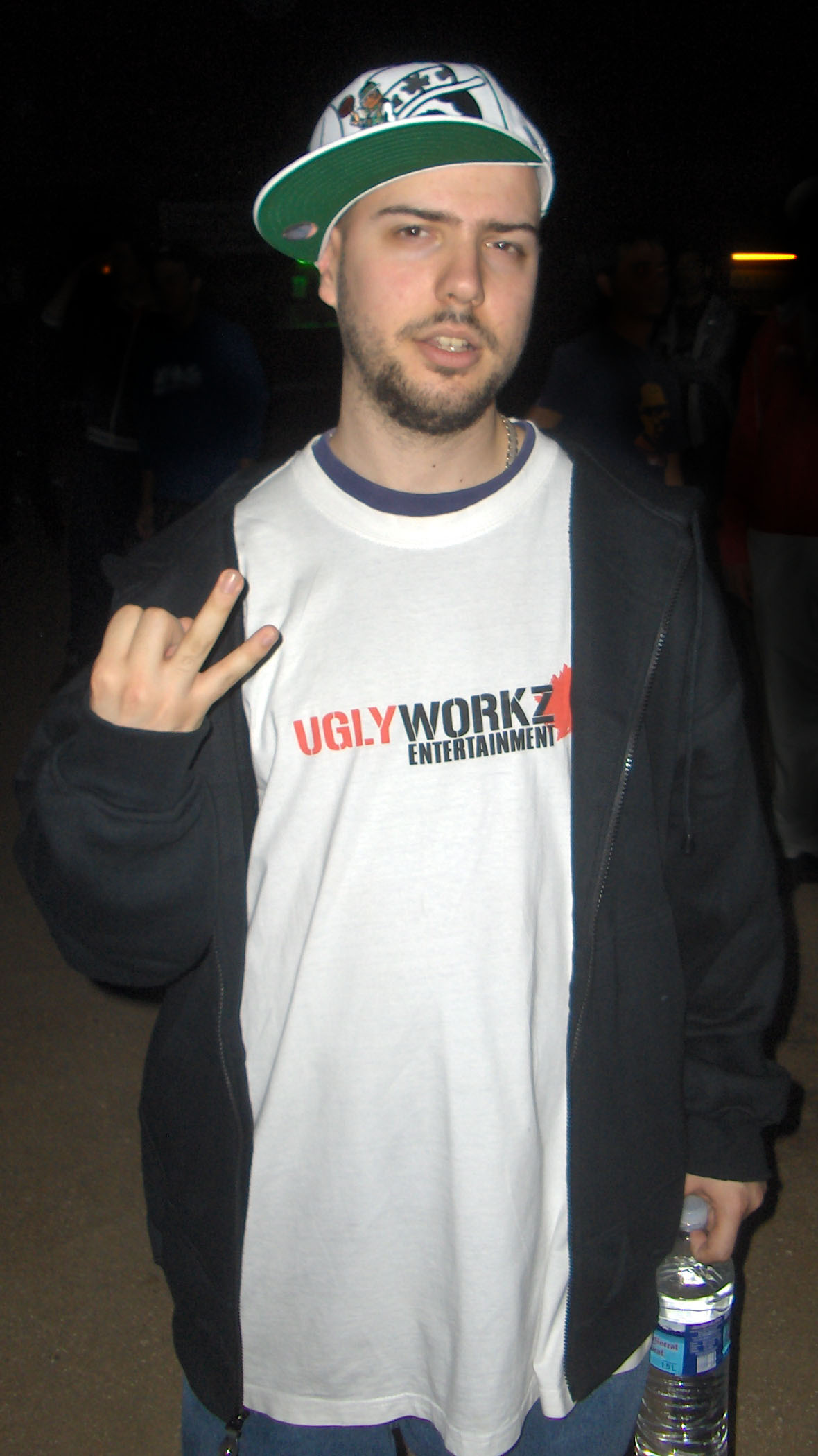
El rapero español Mitsuruggy.

### Latinoamérica
Los latinoamericanos jugaron un papel importante en el desarrollo inicial del hip hop, lo que se relaciona con la expansión del estilo por muchas zonas de Latinoamérica. La primera canción de rap grabada en español fue realizada en Venezuela compuesta en inicios de los años 80 por el humorista venezolano Perucho Conde denominada "La Cotorra Criolla" usando solo el ritmo del tema Rapper's Delight del grupo estadounidense The Sugarhill Gang; pero basado en la realidad de Venezuela en ese momento.
En Uruguay el Hip Hop se empieza a desarrollar a finales de la década de 1990 con grupos como Sudacas en Guerra, Oeste Pro Funk (integrado por Contra las Cuerdas y latejapride*) y Plátano Macho. 
En Puerto Rico se dio a conocer el hip hop en español por el que muchos consideran es el pionero del género al cantante Vico C quien a finales de los 70 y principios de los 80 se comenzó a hacer reconocido haciendo mezclas de distintos géneros con el Hip Hop con sus canciones que en general hablaban de tomar conciencia sobre las problemáticas sociales que se vivían en su país y a nivel mundial también lanzaba críticas a los cantantes que hacían música por fama y al Gobierno.
En México, el hip hop comenzó con producciones como Real música Rap de SDT (Sindicato del Terror), Como estas feo de Speed Fire y el éxito de Caló a principios de los 1990. En 1996 se da a conocer el nacimiento del mayor exponente "Eme el Villano" ese mismo año surge Control Machete, originarios de Monterrey, o Cypress Hill, que en ese año graba un disco totalmente en castellano. 
Países como Chile ha sido uno de los pioneros regionales con el grupo Panteras Negras, además de Argentina y Brasil. Es de destacar también a Immortal Technique, de Perú. En Cuba se han destacado a nivel internacional el grupo Orishas y más actualmente Los Aldeanos y el Cubaguayo entre otros.

### Chile

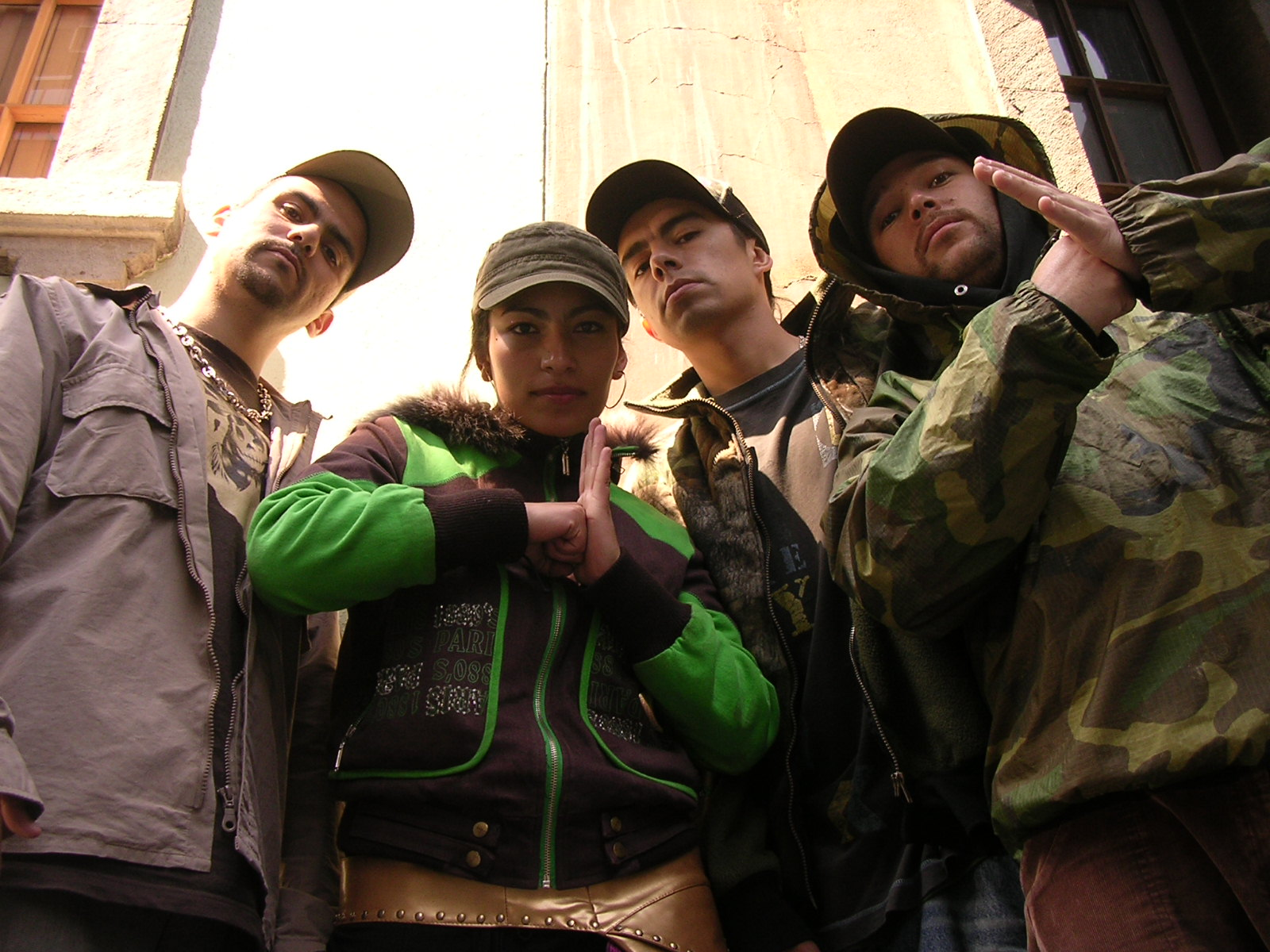
Makiza, uno de los grandes exponentes de hip hop chileno.

El hip hop chileno nació a mediados de la década de 1980, en la urbe de Santiago. Este género musical arribó al país por influencia del cine, radio y televisión, además de algunos emigrantes que retornaron de su exilio en el extranjero a partir de los últimos años de la dictadura de Augusto Pinochet (1973-1990). Su mayor punto de éxito se registra entre 1997 y principios del 2000 (Tiro de Gracia, Makiza de Anita Tijoux, Mamma Soul, etc.), con sus exponentes posteriores inspirados en este periodo. Entre los pioneros que cimentaron el camino a los artistas de finales de los noventa cabe destacar a Panteras Negras, De Kiruza y La Pozze Latina.
Más adelante, en la época del 2000 surgieron colectivos musicales en Chile de los cuales la mayoría siguen en pie hoy en día, artistas que se consideran parte de la Vieja Escuela (aunque ellos se catalogan como Nueva Escuela) pero adaptados a los cambios de la actualidad manteniéndose con el estilo propio del rap neoyorquino de 1990, esto último caracteriza al rap chileno entre otros pues pese a que avance el tiempo este sigue sonando igual pero con diferentes modos de producción, manteniendo el scratch y el uso notorio de samples en cada pieza musical lo que le da un toque de ser una pista estilo golden era. Algunos de estos artistas y productores son Portavoz (miembro del grupo Salvaje Decibel), Movimiento original, Brous One, Macrodee, Dj Dacel, Hordatoj, Frainstrumentos, ChysteMc (Miembro del grupo DeKilltros), DJ Cidtronick, Bascur, Inkognito, Borderline, La habitación del Pánico (DJ Tee, Panthy, MC Niel, Jonas Sanche, Hordatoj), Crismo VC de Voces Clandestinas, Mantoi, Ventana Abierta, Jazz muy tarde, Rapalapar, entre otros.
Actualmente en Chile el hip hop ha alcanzado un nivel y una fuerza como nunca antes. De todos modos, ocurre un fenómeno extraño: a pesar de la fuerza del movimiento, las empresas y la gente con poder para invertir se mantiene reticente. . Es por ello que el movimiento se mantiene casi exclusivamente gracias a un underground extremadamente potente.

### Colombia
La escena Rap en el país está representada por crews con amplia trayectoria como Estilo Bajo, Gotas de Rap, Cali Rap Cartel, Alcolirykoz, Aerophon Crew, Tres Coronas (Reychesta, Rocca y PNO), La Etnia,Laberinto ELC, Crack Family,Todo Copas(Smith, Albeiro y Ángel), Engendros del Pantano (Mafia, Duende),Flaco Flow y Melanina, Clan Hueso Duro, Masai Ban Go, Los Nandez, Asilo 38,Cescru Enlace, La Gra$a (Granuja, Zof Ziro, Mañas, Métricas Frías y Crudo Means Raw), Sello 2 Esquinas, Tribu Omerta, Esk-Lones. MC's y grupos como El Zebra, Samurai, Métrico, Mc Kno, Realidad Mental, Yoky Barrios, Mabiland, Ali A.K.A Mind, Lianna, Electra, Cariñito, Diana Avella, N. Hardem, Mandragora Hip Hop, No Rules Clan,Solitario Soldado, Keenwan, Afaz Natural, Cynthia Montaño, Rap Bang Club, Spektra de La Rima, Los Petitfellas, ClafSeis, Billie Quartz, Kombilesa Mi, Loko Kuerdo, El Judío, El RedCode, Ziferk, Yawar Cru, Anarkia Linch Askoman, VRM también conocido como Jonny Montana, El Nolan, Penyair, Selene Rap, La Farmakos, Iyhon Secuaz, entre otros artistas. También se destacan la escena del grafiti ha adquirido una vital importancia pasando del grafiti político de los años 80 al grafiti y el muralismo actual, por parte de importantes grafiteros y colectivos, consolidando a las principales ciudades como Bogotá, Medellín y Cali en capitales mundiales del grafiti. El 26 de mayo se denomina como el día del Hip Hop en Colombia. En Colombia, anualmente se celebra el Festival Hip hop al parque en el Parque Metropolitano Simón Bolívar en Bogotá, y uno de los más importantes de América Latina.

### Sudáfrica
En Sudáfrica, la crew pionera es Black Noise, que comenzó a rapear en 1989, siendo prohibidos más tarde por el Gobierno en la decadencia de la era del apartheid. Después surgió en el país un distintivo estilo local de la fusión del house y Kwela. En otros lugares de África como en Tanzania, crews del Bongo Flava (como llaman al hip hop allí) como X-Plastaz combinan hip hop con Taarab, Filmi y otros estilos.

### Europa
En Europa, el hip hop englobó indistintamente a miembros autóctonos de cada país e inmigrantes sin distinción. Gran Bretaña creó una escena propia, al tiempo que en Alemania coexiste Die Fantastischen Vier con Kartel, el primer grupo de hip hop turco. Francia también ha producido una importante escena nacional con artistas que han logrado importantes éxitos de ventas como IAM, Suprême NTM, Booba o Assassin. En Suecia, el hip hop emergió a mediados de los 1980 y a principios de los años 1990 con grupos como Looptroop, The Latín Kings o Infinite Mass.

#### España
En España surgieron diferentes artistas y grupos en los años ochenta como D.N.I, MC Randy & D.J. Jonco o la Zona Norte Posse. Pero fueron CPV (Club de los poetas violentos) los primeros en sacar un LP, Madrid Zona Bruta, en 1994. En la actualidad existen diferentes grupos y artistas como Violadores del Verso, 7 Notas 7 Colores, The Louk, SFDK, Solo los Solo y Nach.

## Años 2000

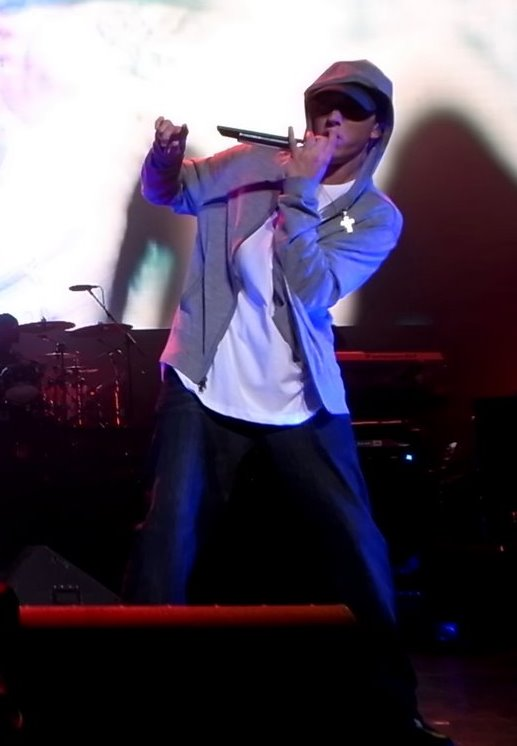
Eminem actuando en una fiesta para DJ Hero en Los Ángeles.

La popularidad del hip hop continúo durante los años 2000. En esta década, el disco The Marshall Mathers LP de Eminem vendió cerca de diez millones de copias en los Estados Unidos y fue el álbum más rápidamente vendido de toda la historia. El LP debut de Nelly, Country Grammar, vendió más de nueve millones de copias. En los 2000, la música crunk, un género derivado del Southern hip hop, logró considerable popularidad gracias a artistas como Lil Jon y Ying Yang Twins.
La influencia del hip hop siguió creciendo en el pop comercial durante este período, especialmente hacia mediados de la década. En la Costa Este, entre los grupos más populares se encuentran 50 Cent, cuyo álbum de 2003 Get Rich or Die Tryin' pudo vender más copias que su socio Eminem. Debutó en el número uno del U.S. Billboard 200 charts.
Además del éxito mainstream, Estados Unidos también vio alcanzar el éxito al rap alternativo de la mano de intérpretes como The Roots, Dilated Peoples, Gnarls Barkley y Mos Def, quienes logran un reconocimiento significativo. El álbum de Gnarls Barkley St. Elsewhere, que contenía una fusión de funk, neo soul y hip hop, debutó en el número 20 del Billboard 200. Adicionalmente, None Shall Pass, álbum publicado por Aesop Rock en 2007, fue muy bien recibido, y alcanzó el #50 en las listas de Billboard charts.

### Dominio del sur
En torno a 2003 y 2004, el southern rap y el dirty south, creado fundamentalmente por artistas de Atlanta, continúa avanzando terreno en el plano comercial, sumando a sus letras una temática más festiva. Artistas como Lil Jon, Young Jeezy, YoungBloodZ, Ying Yang Twins o T.I. son ejemplo de ello. Aunque Atlanta era considerada en esta época la capital del southern rap, la ciudad de Houston empezó a producir también raperos de éxito como Paul Wall, Chamillionaire, Mike Jones, Slim Thug, Lil' Flip o Z-Ro, lo que les permitió en conjunto dominar las listas.

### Crunk y Snap Music
El crunk se originó a partir del southern hip hop hacia finales de los 1990. Los precursores del estilo son artistas de Memphis, Tennessee y Atlanta, Georgia.
Suelen utilizarse ritmos desnuos y formados por loops de caja de ritmos. La Roland TR-808 y 909 están entre las más populares. Los patrones de caja de ritmos suelen acompañarse por melodías sencillas y repetitivas de sintetizador así como por pesados golpes de bajo. El tempo de la música es algo más lento que el habitual en el hip hop, aproximadamente a la misma velocidad que el reguetón.
El punto crucial del crunk suele tener más que ver con los beats y la música que con las letras mismas. Los raperos que practican crunk rappers suelen gritar sus letras, creando un estilo duro y agresivo, casi heavy, de hip hop. Mientras que otros estilos de hip hop tratan sobre cuestiones sociopolíticas o personales, el crunk suele ser casi exclusivamente música de fiesta, favoreciendo las estructuras y los eslóganes de llamada y respuesta en lugar de otros enfoques más profundos.
El snap es un subgénero de crunk que surgió en Atlanta hacia finales de los 1990. El género pronto logró popularizarse. Entre los temas más conocidos están "Lean Wit It, Rock Wit It" de "Dem Franchize Boys", "Laffy Taffy" de D4L, "It's Goin' Down" de Yung Joc y "Crank That (Soulja Boy)" de Soulja Boy Tell 'Em.

### Glitch Hop y Wonky
El glitch hop es un género que fusiona el hip hop con la música glitch que se origina a comienzos de los años 2000 en Estados Unidos y Europa. Musicalmente, está basado en breakbeats irregulares y caóticos, líneas de bajo glitchy y otros efectos de sonido habituales en la música glitch, como skips. Entre los artistas de glitch hop se encuentran artistas como Prefuse 73, Dabrye y Flying Lotus.
La música wonky es un subgénero del hip hop que se originó alrededor de 2008 en buena parte del globo, aunque especialmente en Estados Unidos y entorno al sello discográfico inglés Hyperdub, bajo la influencia del glitch hop y del dubstep. La música wonky tiene glitches como el glitch hop, pero se diferencia por sus melodías, ricas en "inestables sintes de medio-rango". Escocia se ha convertido en uno de los lugares donde más se ha desarrollado esta música, con artistas como Hudson Mohawke y Rustie. En Glasgow, Rustie ha creado un subestilo de wonky llamado "aquacrunk", una fusión de wonky y crunk.
El glitch hop y el wonky son populares entre un limitado número de personas interesadas en hip hop alternativo y música electrónica (especialmente dubstep). Ninguno de los dos han logrado popularidad a gran escala, si bien tienen influencia sobre otras producciones mainstream.

### Ventas a la baja
A partir de 2005, las ventas de discos tanto de hip hop como de otros géneros musicales en Estados Unidos comenzaron a caer de manera severa, lo que llevó incluso a la revista Time a preguntarse si el hip hop dentro de la corriente principal musical estaba comenzando a morir, afirmando que "el hip hop está colapsando debido a que ya no pueden engañar a los niños blancos, hay demasiada redundancia" La revista Billboard encontró que desde el año 2000 las ventas de rap habían caído en un 44%, descendiendo en un 10% las ventas de todo tipo de música. La crítica cultural Elizabeth Blair de la NPR hizo notar que "algunos expertos de la industria musical dicen que la gente joven está harta de la violencia en las canciones. Otros opinaban que la música seguía siendo tan popular como antes, pero que los aficionados a ella habían cambiado sus hábitos de consumo." Se ha argumentado también que muchos jóvenes descargan música de manera ilegal, especialmente a través de las redes P2P, en vez de comprar álbumes y sencillos en tiendas legítimas.
Para otros, la culpa es de la falta de contenido lírico en el hip hop. En álbumes modernos, además, también ha sido notable la falta de sampleo, el cual se considera que ha bajado de calidad. Por ejemplo, solo se usaron tres samples en el álbum de 2008 de T.I. llamado Paper trail, mientras que en el álbum Moment of Truth de 1998 de Gang Starr hay 35 de ellos. La disminución en el sampleo es debida en parte a que son muy caros para los productores musicales. En el documental de Byron Hurt de nombre Hip Hop: Beyond Beats and Rhymes, se afirma que el hip hop ha cambiado de "rimas inteligentes y ritmos bailables" a la "promoción de la corrupción personal, social y criminal."

### Innovación y revitalización
Hacia finales de los años 2000 el rap alternativo logró finalmente hacerse un hueco en el mainstream, gracias en buena medida al declive comercial del gangsta rap así como al éxito crossover de artistas como OutKast y Gnarls Barkley. El disco de OutKast Speakerboxxx/The Love Below no solo tuvo buena acogida por la crítica musical, sino que además recibió la atención de oyentes de diferentes edades y gustos musicales como rap, rock, R&B, punk, jazz, indie, country, pop, electrónica y gospel. Logró dos sencillos número uno certificados por RIAA que vendieron más de once millones de copias, convirtiéndose en el álbum con más ventas de todos los tiempos y logrando el Premio Grammy al mejor álbum del año en su 46 edición, siendo el segundo álbum de rap en lograr ese honor. Diferentes observadores dentro de la industria vieron la guerra de ventas entre el álbum Graduation de Kanye West y Curtis de G-Unit como un punto de inflexión para el hip hop. West emergió como el vencedor, vendiendo cerca de un millón de copias solo en la primera semana, probando que el rap innovador podía ser tan comercialmente viable como el gangsta rap, si no más. Aunque lo diseñó como pop melancólico más que como rap, el álbum continuación de Kanye, 808s & Heartbreak, tendría un significativo efecto sobre la música hip hop. Su decisión de cantar sobre amor, soledad y dolor de corazón durante todo el álbum fue al principio duramente criticada por la audiencia musical, prediciéndose que el álbum sería un descalabro. Sin embargo, su buena acogida crítica junto al éxito comercial animaron a otros raperos mainstream a tomar más riesgos creativos en su música.
El movimiento de rap alternativo no se limita a Estados Unidos. Otros raperos como el poeta somalí-canadiense K'naan, el japonés Shing02 y la artista con origen en Sri Lanka M.I.A. han logrado considerable reconocimiento en todo el mundo. En 2009, la revista TIME sitúo a M.I.A en su lista para Time 100 de las "Personas más Influyentes del Mundo" por haber "tenido una influencia global en muchos géneros".

## Años 2010-actualidad

### Resurgimiento del género y aumento de ventas
En la década del 2010, gracias a la aparición de nuevos artistas y otros ya con años en la música de la escena mundial como Kendrick Lamar, Wiz khalifa, Lil Wayne, Drake, y Nicki Minaj, los cuales han tenido un gran éxito de ventas durante los años siguientes, se generan nuevas corrientes de pensamiento, que en su mayoría proponen volver a lo que se considera "Real Rap", exceptuando Rihanna, varios artistas de la considerada "New School" son criticados por este motivo, lo cual ha permitido que artistas de la denominada "Old School" como Eminem, Dr. Dre, Snoop Dogg, 50 Cent, The Game, Ice Cube, Jay-Z entre muchos otros, hayan reaparecido; lo que han aprovechado de gran manera, aumentando sus ventas de manera considerable, y por ende las del Hip Hop. Con ayuda de la tecnología en el Coachella festival, reaparece Tupac, lo que demuestra claramente el empeño de los artistas, en traer la "Era dorada del Hip Hop" década de los 90, al presente sin subestimar las propuestas que trae la nueva escuela desde 2009. El experimento no solo ha tenido éxito en Norteamérica, pues a nivel mundial el Hip Hop se ha revitalizado, lo que lo hace no solo ser una de las tres culturas más importantes en el mundo, sino disputarse el primer lugar en ventas con el Rock y el Pop.

### Era del Trap y Mumble rap
El Trap es un subgénero del rap sureño que se originó a principios de la década de 1990. Creció en la década de 2000 para convertirse en una sensación del Hip Hop a nivel mundial. Aparece también el Mumble rap.

## Impacto social del hip hop

### Efectos

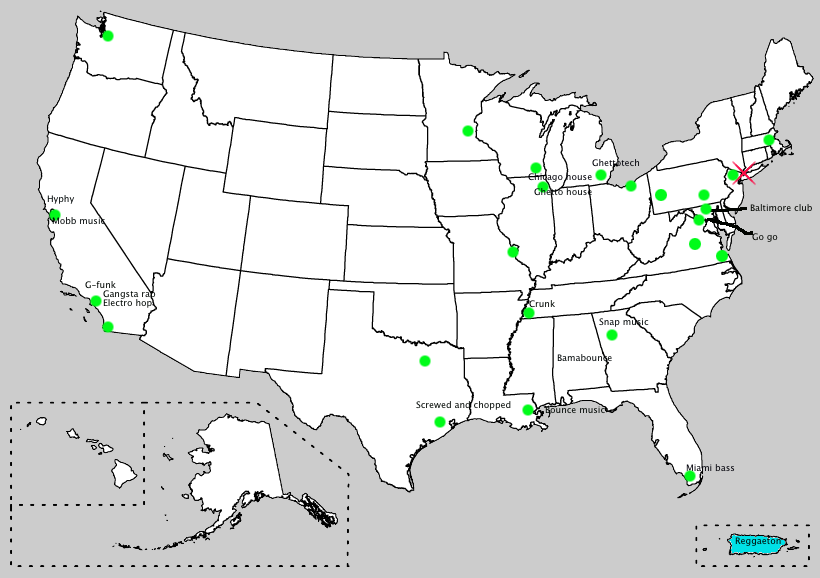
Mapa de algunos subgéneros del Rap originados alrededor de Norte América.

El hip hop ha tenido un considerable impacto social desde sus inicios en la década de 1970. Orlando Patterson, profesor de sociología en la Universidad de Harvard, ayuda a describir el fenómeno de la rápida propagación del Hip Hop alrededor del mundo. El profesor Patterson sostiene, que la comunicación de masas es controlada por los ricos, el gobierno y las empresas en naciones Tercer mundistas y países de todo el mundo. Él también acredita la comunicación de masas con la creación de una escena cultural del hip hop a nivel mundial. Como resultado, los jóvenes absorben y son influenciados por la escena del hip hop americano y comienzan su propia forma del mismo. Patterson cree que la revitalización de la música hip hop se producirá en todo el mundo con la mezcla de los valores tradicionales y las formas musicales del hip hop americano, y últimamente un proceso de cambio y desarrollo global de los jóvenes de todo el mundo que permite ser más influenciados por alguna de las formas musicales del hip hop. También se ha argumentado que la música rap se ha formado como una "respuesta cultural a la opresión histórica y el racismo, un sistema de comunicación entre las comunidades negras y más adelante latinas en los Estados Unidos". Esto se debe al hecho de que la cultura refleja la situación social, económica y la realidad política de los jóvenes privados de sus derechos. En la Primavera Árabe hip hop ejerció un papel importante en la provisión de un canal para que los jóvenes expresen sus ideas.

### Moda

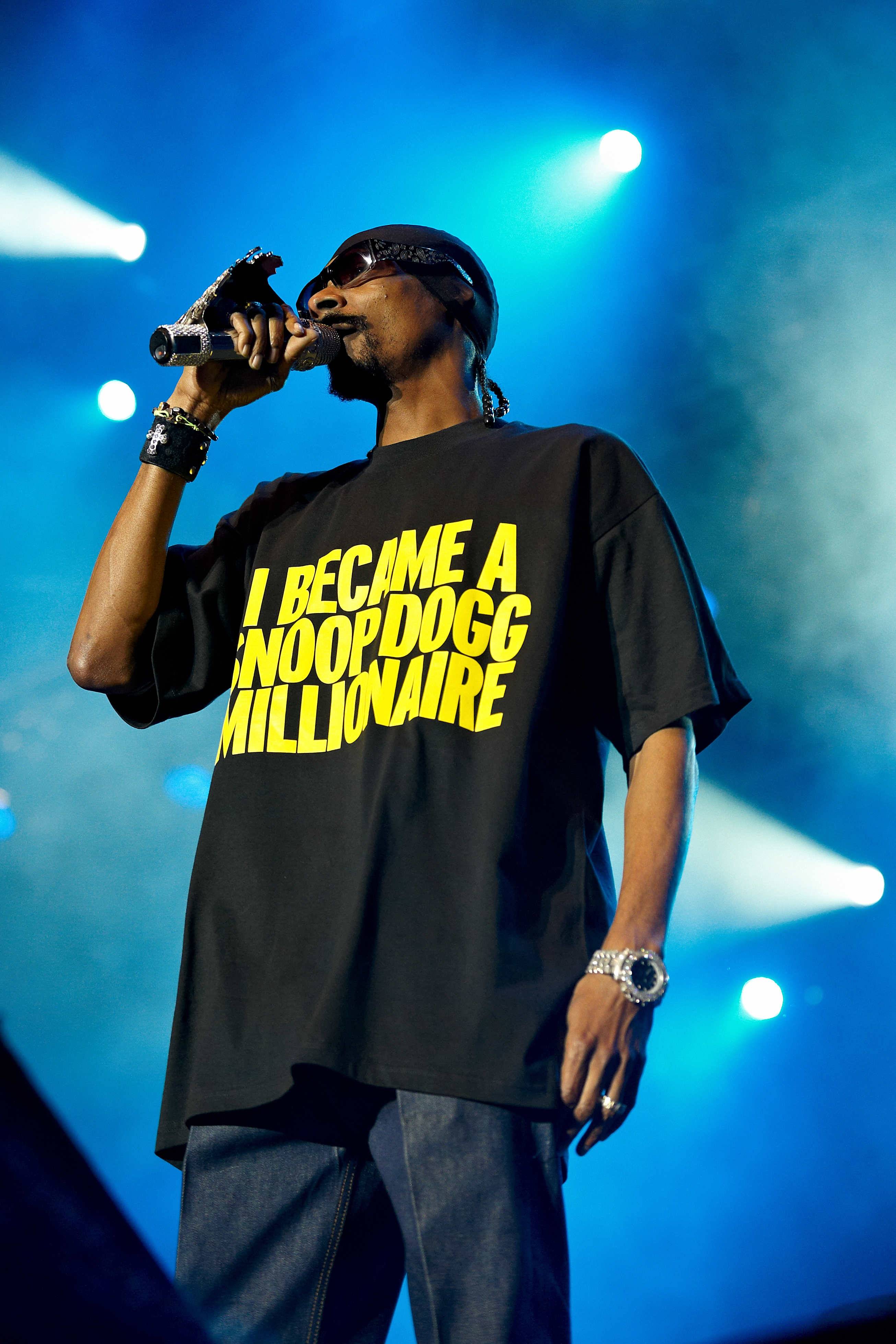
Snoop dogg, artista de hip hop

El vestuario ha sido siempre una parte importante del impacto social y cultural del hip hop, y como la popularidad del género aumentó, también lo hizo el efecto de su moda. Si bien no fueron parte dominante de los elementos del hip hop en un principio, y aunque raperos como Run-DMC demostraban afinidad con algunas marcas en este caso Adidas o igualmente la Wu-Tang Clan con Wallabees Clark's, no fue hasta su auge comercial, que la moda hip hop se convirtió verdaderamente influyente e ineludible. Entre mediados y finales de los 90, la cultura hip hop abrazó algunos de los principales diseñadores y estableció una nueva relación con la manera clásica en que se vestían los raperos. Marcas como Ralph Lauren, Calvin Klein y Tommy Hilfiger ganaron un impulso económico al adentrarse ligeramente en la cultura hip hop y cedieron muy poco al cambio conservando la autenticidad.
Entrando en el nuevo milenio, la moda hip hop consistió en camisas holgadas, pantalones y camisetas anchas. Hombres como Pharrell y Jay-Z dirigieron sus propias líneas de ropa y otros como Kanye West se vincularon con diseñadores como Louis Vuitton, la ropa pasó a ser más ceñida al cuerpo, más clásico de lo que es moda propiamente, y aumentado su valor económico. Haciendo énfasis en la recién descubierta moda de la cultura hip hop, el diseño condujo inevitablemente a una redefinición de la masculinidad en la cultura y una disminución importante en la homofobia característica del género. En la actualidad se observan raperos con un estilo clásico, pantalones holgados, en cierto caso sudaderas pintadas a mano, se caracterizan por el uso excesivo de joyas, cadenas y brillos, gorra plana, trenzas por toda la cabeza y zapatillas de marca, usualmente son Nike
Como el hip hop expresa la masculinidad de sus artistas mediante la moda, la violencia y la intimidación, haciendo alarde de la riqueza y el espíritu empresarial, también ha sido testigo de la aparición de nuevos conceptos que permiten demostrarla mediante la humildad, y la obtención de respeto por mérito y talento. El artista de hip hop de hoy en día ya no se limita a la música que sirve como su única ocupación o fuente de ingresos. A comienzos de 1990, las principales compañías de ropa "habían dado cuenta del potencial económico de golpear ligeramente en la cultura hip-hop. Artistas de hip hop son creadores de tendencias y del gusto de las masas. Sus fanáticos van de los grupos minoritarios que pueden relacionarse con sus luchas propias a los grupos mayoritarios que no pueden realmente relacionarse pero les gusta "consumir la fantasía de vivir una vida más masculina". Los raperos proporcionan "la imagen cool" y las empresas entregan el producto, la publicidad, y los activos financieros. 
Los artistas ahora usan marcas como medio de ingreso suplementario a la música o están creando y expandiendo sus marcas propias que se convierten en su principal fuente de ingresos. Como explica Harry Elam, se ha producido un movimiento, el de la "incorporación y la re definición de las tendencias existentes en el diseño y la comercialización de productos, como sucede con la moda del hip-hop.
El hip hop cuenta con varias tendencias hoy día en cuanto a la forma de vestir, desde la popular Old School que consiste regularmente en ropa ancha, hasta la New School, ropa más ceñida al cuerpo, o estilos alternativos como el Swag entre otros.
La expansión del hip hop en la sociedad moderna ha dado lugar a la creación de la figura del "toyako" o "toy". Esta palabra usada como insulto hace referencia a un falso MC, una persona que se une al Hip Hop con la única intención de obtener dinero y popularidad generalmente por medio de tácticas mal vistas por los amantes reales del hip hop, como hablar mal de un MC a la espalda o en canciones para conseguir polémica entre otras cosas. Los toyakos son odiados dentro de la cultura urbana y en cientos de canciones se hace referencia a esto.

### Educación
Muchas organizaciones, escuelas y universidades están ofreciendo espacios y programas para que las comunidades puedan explorar y aprender acerca del dominio hip hop. Un ejemplo son los laboratorios de la PMI en Regina, Saskatchewan, Canadá. Muchos estudios de danza y universidades ahora ofrecen lecciones de hip hop junto a las de tap y ballet, así como conferencias, KRS-ONE enseñanza acerca del hip hop en la Universidad de Harvard.
El productor de Hip hop 9th Wonder y el ex rapero y actor Christopher "Play" Martin del grupo de hip hop Kid-n-Play imparten ambos clases de historia del hip hop en la Universidad Central de Carolina del Norte y 9th Wonder también ha enseñado "Hip Hop Sampling Soul "en la Universidad de Duke. En 2007, la Biblioteca de la Universidad de Cornell creó la "Hip Hop Collection" para recoger y hacer accesibles documentación y artefactos históricos de la cultura hip hop y asegurar así su preservación para las generaciones futuras.
Además de que alrededor del mundo existen academias que instruyen acerca de los cuatro elementos, como también historia y temas relacionados con la cultura.
Debemos considerar la potencialidad del lenguaje tanto en la música, como singularmente en el rap y así mismo en la cultura hip hop, como un medio de retórica que puede influir la ideología de un sector de la sociedad. De este modo, la importancia como cultura y medio de difusión retórica permiten debatir el hip hop como una herramienta educativa que puede ser explorada más a fondo.